# Тринадцатый месяц
Тринадцатый месяц (интеркалярный месяц, вставной месяц) — дополнительный месяц, добавляемый к традиционному 12-месячному календарю для корректировки счёта дат в соответствии с фактическими астрономическими событиями, а также в практике финансового учёта. Используется в лунно-солнечных календарях.
- в шумерском календаре добавлялся каждые несколько лет после одного из полугодий для уравнивания лунного и солнечного циклов.
- в древнеперсидском календаре добавлялся один раз в шесть лет для компенсации разницы с тропическим годом[1].
- в еврейском календаре вставляется перед адаром (двенадцатым месяцем по традиционному счёту или шестым по современному).
- в китайском календаре может вставляться после различных месяцев.
- в бухгалтерском учёте банковских учреждений — условный месяц, временно назначаемый платёжным документам, которые фактически поступили в новом году, но подлежат включению в учёт по проводкам предыдущего года. Необходимость этого учётного приёма резко снизилась с переходом к электронным платежам.

Названия тринадцатого месяца:
- в зороастрийском календаре — спандармад-вихезаг (пехл. spandārmad-wihēzag) — «вставной спандармад»
- в древнеримском республиканском календаре — мерцедоний (лат. Mercedonius)
- в еврейском календаре — «адар алеф», или «адар ришон» (первый адар); «обычный» адар получает название «адар бет», или «адар шени» (второй адар). Иногда вставным месяцем считается второй адар, называемый также «веадар» («ве» — союз «и»), однако согласно Мишне (Мегила 1:4) вставным месяцем является первый адар.

## В культуре
- Три богатыря и принцесса Египта